# Impatiens rizaliana
Impatiens rizaliana är en balsaminväxtart som beskrevs av Joseph Dalton Hooker. Impatiens rizaliana ingår i släktet balsaminer, och familjen balsaminväxter. Inga underarter finns listade i Catalogue of Life.